# Wulka
La Wulka est une rivière autrichienne située au nord du Burgenland. Elle se jette dans le lac de Neusiedl, près de la frontière hongroise.